# Mob Rules
Mob Rules este al zecelea album de studio al trupei Black Sabbath , lansat în 1981 după succesul avut cu Heaven and Hell . A ajuns până pe locul 29 în clasamente .

## Tracklist
1. "Turn Up The Night" (3:42)
2. "Voodoo" (4:32)
3. "The Sign of The Southern Cross" (7:46)
4. "E5150" (2:54)
5. "The Mob Rules" (3:14)
6. "Country Girl" (4:02)
7. "Slipping Away" (3:45)
8. "Falling Off The Edge of The World" (5:02)
9. "Over and Over" (5:28)

- Toate cântecele au fost scrise de Ronnie James Dio , Tony Iommi și Geezer Butler . Toate versurile au fost scrise de Ronnie James Dio și Geezer Butler .

## Single-uri
- "The Mob Rules"/"Die Young" (1981)
- "Turn Up The Night"/"Lonely Is The Word" (1982)
- "Voodoo" (1982)
- "E5150" (1982)

## Componență
- Ronnie James Dio - voce
- Tony Iommi - chitară
- Geezer Butler - chitară bas
- Vinny Appice - tobe

cu
- Geoff Nicholls - claviaturi